# Animonsta Studios
Monsta Studios, hay còn gọi là hãng phim Monsta, là một hãng phim có trụ sở chính tại bang Selangor, Malaysia. Được thành lập năm 2009. Hãng này là một trong những hãng phim nổi tiếng nhất khu vực Đông Nam Á cho đến bây giờ. Hiện tại tên thật của nó là Monsta.
Nizam Razak đã thành lập hãng sau khi rời khỏi Les' Copaque Production từ năm 2009.

## Các phim

### Phim truyền hình
- BoBoiBoy (2011-2016)
- BoBoiBoy Galaxy (2016-nay)
- Fly with Yaya (2018-nay)
- Papa pipi (2020-nay)
- Mechamato (2021)

### Phim
- BoBoiBoy: The Movie (tháng 3 năm 2016)
- BoBoiBoy: Movie 2 (tháng 8 năm 2019)

## Hợp tác
Hãng Animonsta đã hợp tác với TOMY, một công ty đồ chơi quy mô toàn cầu. Animonsta cũng đang thảo luận với TOMY về hợp đồng đồ chơi BoBoiBoy Galaxy, một thương hiệu mới của BoBoiBoy.